# Aeroporto di Karaganda
L'Aeroporto di Karaganda (IATA: KGF, ICAO: UAKK), noto con il nome commerciale di Karagandy International Airport (kazako: Халықаралық Қарағанды әуежайы) (IATA: URA, ICAO: UARR) è un aeroporto kazako che sorge a 24 chilometri a sud-est della città di Qaraǧandy, situata nell'omonima regione, nella parte centrale del Paese. La struttura è dotata di una pista di cemento lunga 3302 m, l'altitudine è di 539 m, l'orientamento della pista è RWY 5-23. L'aeroporto è aperto al traffico commerciale 24 ore al giorno.